# クリミナル・ロウ
『クリミナル・ロウ』（原題：Criminal Law）は、1989年制作のアメリカ合衆国のサスペンス映画。マーティン・キャンベル監督。
日本でのビデオタイトルは『灰色の容疑者』。

## あらすじ
ボストンの有能な弁護士ベン・チェイスは、レイプ殺人で起訴された青年マーティン・ティールを裁判で無罪に持ち込んだ。
しかし、その直後から再び同じ手口の殺人事件が発生する。ある夜、ベンはマーティンから相談があるとして、公園に呼び出される。ベンが公園に行くと、そこにはレイプされた女の死体があった。さらに、マーティンはベンに自分が犯人である事をほのめかし、再逮捕に備えてベンに再び弁護を依頼してくる。
しかし、マーティンに疑惑を抱いたベンは、スティルウェル刑事と協力してマーティンの身辺を探る。

## キャスト
- ベン・チェイス：ゲイリー・オールドマン
- マーティン・ティール：ケヴィン・ベーコン
- スティルウェル刑事：テス・ハーパー
- エレン：カレン・ヤング
- メセル刑事：ジョー・ドン・ベイカー